# Чима, Дамиано
Дамиано Чима (итал. Damiano Cima, род. 13 сентября 1999 в Брешиа, Италия) — итальянский профессиональный шоссейный велогонщик, выступающий c 2018 года за проконтинентальную команду «Nippo Vini Fantini Faizane». В мае 2019 года сенсационно выиграл 18 этап на Гранд-туре Джиро д’Италия. Его младший брат Имерио c 2019 года выступает с Дамиано в одной команде.

## Достижения
2014
3-й Trofeo Edil C
2016
1-й Gran Premio Industrie del Marmo
2017
2-й La Popolarissima
2018
1-й Тур Синтая
1-й на этапе 1
2-й Тур Китая I
1-й на этапе 6
2019
1-й на этапе 18 Джиро д’Италия

## Статистика выступлений на Гранд-турах
| Гонка           | 2019 |
| --------------- | ---- |
| Джиро д’Италия  | 137  |
| Тур де Франс    |      |
| Вуэльта Испании |      |

| — | Не участвовал |